# Michiyo Taki
Michiyo Taki var en japansk fotbollsspelare.